# Nissan MA
Dieser Artikel wurde auf der  Qualitätssicherungsseite des Portals Transport und Verkehr eingetragen.
Bitte hilf mit, ihn zu verbessern, und beteilige dich an der Diskussion. (+)
Die Nissan MA-Motorreihe wurde für den Nissan Micra K10 neu entwickelt, der 1982 in Japan und 1983 in Deutschland auf den Markt kam. Es wurden verschiedene Details aus den Motorserien A und E der damaligen größeren Fahrzeuge übernommen.
Der Motor wurde ausschließlich in 2-Ventil-Technik konstruiert. Der Motorblock und Zylinderkopf besteht komplett aus Aluminium, was ein sehr geringes Gewicht von nur 70 kg (incl. Ansaug- und Abgaskrümmer sowie Lichtmaschine) erzielt.
Neben den in Deutschland erhältlichen 1,0-Liter- und 1,2-Liter-Vergaserversionen gab es ebenfalls in anderen Ländern eine 1,0-Einspritz-, 1,0-Turbo- sowie eine 0,9-Liter-Turbo+Kompressor-Version.
Folgende MA-Motoren wurden von Nissan gebaut:
- MA09ERT
- MA10ET
- MA10E
- MA10S
- MA12S

Verbaut wurden die Motoren in folgenden, alle auf der K10-Plattform basierenden Nissan-Modellen:
- Nissan Micra (HK10)
- Nissan Micra Turbo (EK10FR)
- Nissan Micra SuperTurbo
- Nissan Pao (PK10)
- Nissan Figaro (FK10)
- Nissan Be-1 (BK10)

Im Nissan S-Cargo, ebenfalls auf K10-Basis, wurde der E15S-Motor eingebaut. Der Nissan MA10E wurde, im Bausatz, mit dem Nissan Saurus Jr. verkauft.
Die Aufschlüsselung des Motorcodes:
MA = Motorbaureihe MA
09/10/12 = [Hubraum in cm³] / 100
S = Vergaser
E = Multipoint Einspritzung (auch bekannt als Nissan ECCS)
R = Rootskompressor
T = Turbolader

## Nissan MA10S
Der MA10S ist der erste Motor der MA-Motorreihe gewesen. Er diente für alle nachfolgenden Versionen des Motors als Grundlage.

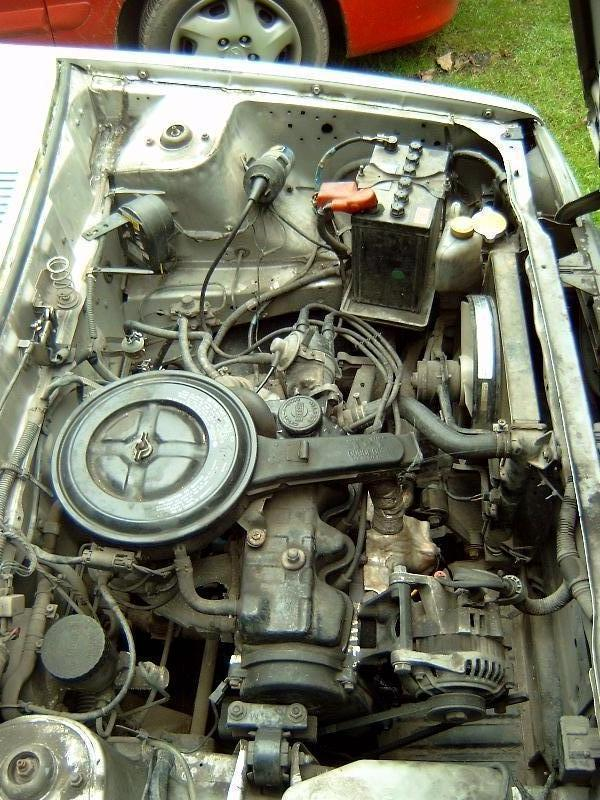
Micra HK10 mit MA10S-Motor

### Gemischaufbereitung
- Bei Versionen ohne KAT einen Fallstromregistervergaser mit elektronischem Absperrventil gegen Nachlaufen
- bei Versionen mit KAT einen Fallstromregistervergaser mit Gemischregulierventil und Absperrventil

- Diese Vergaserversion wird auch Singlepointeinspritzung genannt, wobei hier zu beachten ist, dass das Gemischregulierventil keinen Kraftstoff einspritzt, sondern zusätzliche Luft hinzufügt, wodurch eine rudimentäre Gemischregulierung erzielt wird.

### Leistungsdaten
- Leistung ohne AGR/KAT: 40 kW/55 PS bei 6.000/min
- Drehmoment ohne AGR/KAT: 76 Nm bei 3.600/min

- Leistung mit AGR/KAT: 37 kW/50 PS bei 6.000/min.
- Drehmoment mit AGR/KAT: 72 Nm bei 3.600/min.

### Motordaten
- Bohrung: 68 mm
- Hub: 68 mm
- Bohrung-zu-Hub-Verhältnis: 1,0
- Verdichtung 9,5:1 oder 10,3:1
- 2 Ventile pro Zylinder (im Winkel zueinander angebracht, nicht senkrecht)
- Einlassventil: 35 mm Durchmesser
- Auslassventil: 30 mm Durchmesser
- zentrale Nockenwelle über Zahnriemen angetrieben (sehr ähnlich Opel CIH)
- hemisphärischer Brennraum
- hemisphärischer Kolbenboden (verschiedene Kompressionshöhen)
- Querstromzylinderkopf
- mittig angeordnete Zündkerze

### Materialien
- Vollaluminium-Motorblock
- Vollaluminium-Zylinderkopf
- trockene Zylinderbuchsen aus Stahl

### Kurbelwelle
- 5-fach gelagerte Kurbelwelle
- Hauptlagerdurchmesser 45 mm
- Hauptlagerbreite 17,1 mm
- Pleuellagerdruchmesser 40 mm
- Pleuellagerbreite 15,1 mm
- Kurbelwelle mit Bohrungen durch die Pleuelzapfen zur Gewichtsreduktion

### Schmiersystem
- Ölinhalt: 2,8 Liter (Viskosität 10W-40, 15W-40, 20W-50; je nach Einsatzgebiet)
- Ölpumpe in der Ölwanne, angetrieben über eine Welle-Zahnradkombination von der Nockenwelle

### Kühlsystem
- Kühlmittelinhalt 4 Liter
- Kühlsystem mit Ausgleichsbehälter

### Zündung ohne KAT bzw. mit U-KAT
- unterdruckverstellter Zündverteiler, angetrieben durch Nockenwelle
- Zündreihenfolge: 1-3-4-2
- Zündzeitpunkt: 2° nach OT bei 750/min bis 850/min (für Schaltgetriebe)
- Zündkerze: NGK BPR4ES, NGK BPR5ES, NGK BPR6ES (je nach Einsatzgebiet)

### Zündung mit KAT
- elektronisch verstellte Transistorzündung, angetrieben durch Nockenwelle
- Zündreihenfolge: 1-3-4-2
- Zündzeitpunkt: 10° vor OT bei 750/min bis 850/min (für Schaltgetriebe)
- Zündkerze: NGK BPR4ES-11, NGK BPR5ES-11, NGK BPR6ES-11 (je nach Einsatzgebiet)

### Motorsteuerung
- Steuergerät ohne KAT: für Absperrventil
- Steuergerät mit KAT: für Absperrventil, Zündungseinstellung und Gemischregulierung

- Verbaute CPU ist ein Prozessor der 68000 Serie von Motorola. Das EPROM ist nicht gesockelt!

### Wissenswertes
Zum Einstellen der Zündung an einem MA10S ohne KAT muss der Schlauch der Unterdruckverstelleinheit am Zündverteiler abgezogen werden. Daher auch der sehr moderate Wert von 2° nach OT.

## Nissan MA12S
Der Nissan MA12S ist eine hubraumerweiterte Version des MA10S. Sie kam um 1987 mit dem Facelift des Micras auf den Markt. Er entspricht weitestgehend den Daten des MA10. Geändert wurden der Hub (Kurbelwelle), die Bohrung (Kolben, Zylinder), die Pleuel in ihrer Länge und der Zylinderkopf (Bohrungsdurchmesser).

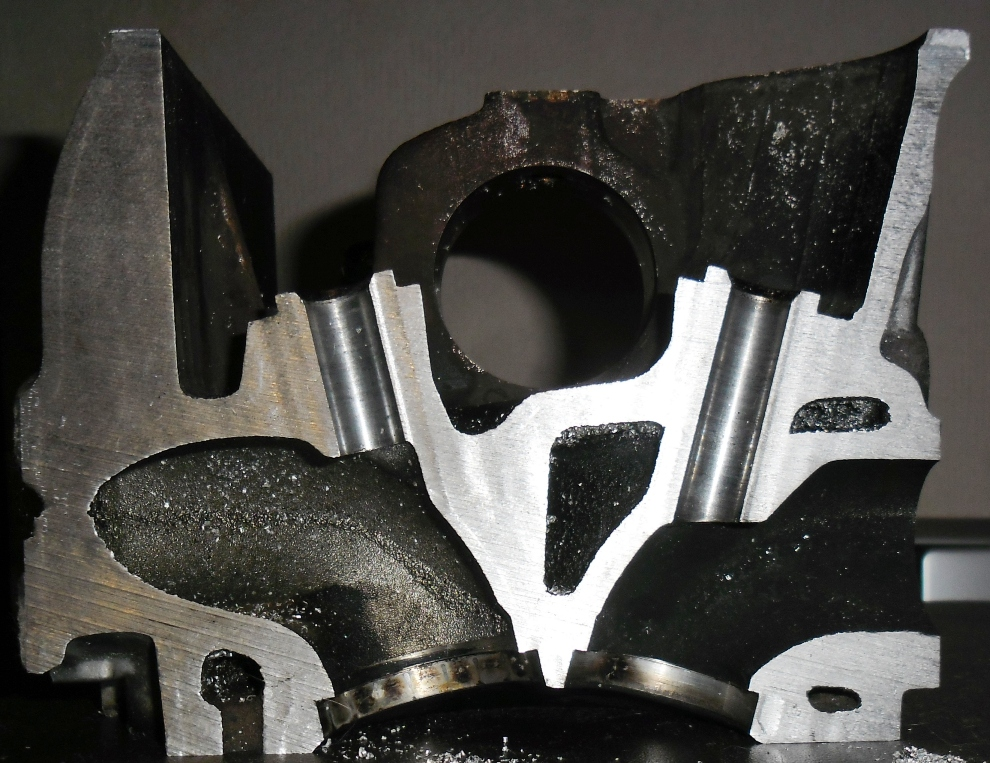
Schnittbild MA-Zylinderkopf

### Gemischaufbereitung
- Bei Versionen ohne KAT einen Fallstromregistervergaser mit elektronischem Absperrventil gegen Nachlaufen
- bei Versionen mit KAT einen Fallstromregistervergaser mit Gemischregulierventil und Absperrventil

- Diese Vergaserversion wird auch Singlepointeinspritzung genannt, wobei hier zu beachten ist, dass das Gemischregulierventil keinen Kraftstoff einspritzt, sondern zusätzliche Luft hinzufügt, wodurch eine rudimentäre Gemischregulierung erzielt wird.

### Leistungsdaten
- Leistung ohne KAT: 44KW/60PS
- Drehmoment ohne AGR/KAT: 98 Nm bei 3000/min

- Leistung mit KAT: 40KW/55PS
- Drehmoment ohne AGR/KAT: 92 Nm bei 3000/min

### Motordaten
- Bohrung: 71 mm
- Hub: 78 mm
- Bohrung-zu-Hub-Verhältnis: 1,099
- Verdichtung 9:1
- 2 Ventile pro Zylinder (im Winkel zueinander angebracht, nicht senkrecht)
- Einlassventil: 35 mm Durchmesser
- Auslassventil: 30 mm Durchmesser
- zentrale Nockenwelle über Zahnriemen angetrieben (sehr ähnlich Opel CIH)
- hemisphärischer Brennraum
- hemisphärischer Kolbenboden
- Querstromzylinderkopf
- mittig angeordnete Zündkerze

### Materialien
- Vollaluminium-Motorblock
- Vollaluminium-Zylinderkopf
- trockene Zylinderbuchsen aus Stahl

### Kurbelwelle
- 5-fach gelagerte Kurbelwelle
- Hauptlagerdurchmesser 45 mm
- Hauptlagerbreite 17,1 mm
- Pleuellagerdruchmesser 40 mm
- Pleuellagerbreite 15,1 mm
- Kurbelwelle mit Bohrungen durch die Pleuelzapfen zur Gewichtsreduktion

### Schmiersystem
- Ölinhalt: 2,8 Liter (Viskosität 10W-40, 15W-40, 20W-50; je nach Einsatzgebiet)
- Ölpumpe in der Ölwanne, angetrieben über eine Welle-Zahnradkombination von der Nockenwelle

### Kühlsystem
- Kühlmittelinhalt 4 Liter
- Kühlsystem ohne Ausgleichsbehälter (Überdruckkühlsystem)

### Zündung bei alles Versionen
- elektronisch verstellte Transistorzündung, angetrieben durch Nockenwelle
- Zündreihenfolge: 1-3-4-2
- Zündzeitpunkt: 10° vor OT bei 750/min bis 850/min (für Schaltgetriebe)
- Zündkerze: NGK BPR4ES-11, NGK BPR5ES-11, NGK BPR6ES-11 (je nach Einsatzgebiet)

### Motorsteuerung
- Steuergerät ohne KAT: für Absperrventil und Zündungseinstellung
- Steuergerät mit KAT: für Absperrventil, Zündungseinstellung und Gemischregulierung

- Verbaute CPU ist ein Prozessor der 68000-Serie von Motorola. Das EPROM ist nicht gesockelt!

### Wissenswertes
Häufig ist bei den MA12 Motoren von Nissan von durchgebrannten Zylinderkopfdichtungen zu lesen. Das liegt jedoch an einem anfangs zu gering vorgegebenen Anzugsmoment für die Zylinderkopfschrauben. In einem Rundschreiben an die Nissanwerkstätten hat Nissan das Moment angehoben auf 65 Nm bis 69 Nm. Wenn eine neue Dichtung verbaut werden muss, ist dies zu beachten, da sonst der Schaden wieder auftritt. Die Schrauben noch fester an zu ziehen wird dringend nicht empfohlen, da die Schrauben direkt in Gewinde im Aluminiumblock gedreht werden, welche bei noch höheren Kräften zum ausreißen neigen, was eine sehr aufwändige Reparatur zur Folge hat.
Der MA12S wurde auch von Platzer Kiebitz in seinen Modellen bzw. Plänen für Modelle verwendet, da er, wie beschrieben, sehr leicht ist.

## Nissan MA10ET
Der MA10ET kam um 1985 mit Vorstellung des March Turbo auf den Japanischen Markt. Es ist ein, mit einem Turbolader und ECCS erweiterter MA10S.

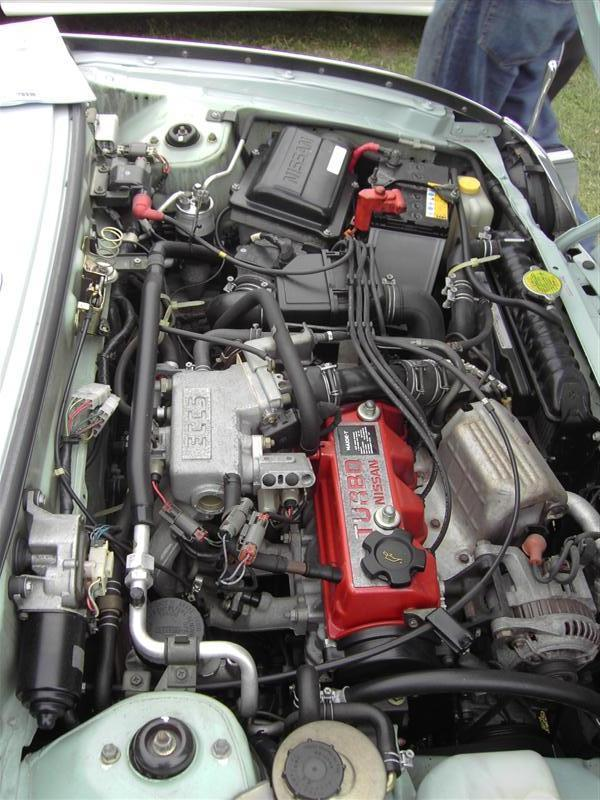
Figaro FK10 mit MA10ET-Motor

### Gemischaufbereitung
- Nissan ECCS

### Leistungsdaten
- Leistung: 55KW/75PS bei 6.000/min
- Drehmoment: 120 Nm bei 4.400/min

### Motordaten
- Bohrung: 68 mm
- Hub: 68 mm
- Bohrung-zu-Hub-Verhältnis: 1,0
- Verdichtung 8:1
- 2 Ventile pro Zylinder (im Winkel zueinander angebracht, nicht senkrecht)
- Einlassventil: 35 mm Durchmesser
- Auslassventil: 30 mm Durchmesser
- zentrale Nockenwelle über Zahnriemen angetrieben (sehr ähnlich Opel CIH)
- hemisphärischer Brennraum
- Hemisphärischer Kolbenboden (verschiedene Kompressionshöhen)
- Querstromzylinderkopf
- mittig angeordnete Zündkerze

### Materialien
- Vollaluminium-Motorblock
- Vollaluminium-Zylinderkopf
- trockene Zylinderbuchsen aus Stahl

### Kurbelwelle
- 5-fach gelagerte Kurbelwelle
- Hauptlagerdurchmesser 45 mm
- Hauptlagerbreite 17,1 mm
- Pleuellagerdruchmesser 40 mm
- Pleuellagerbreite 15,1 mm
- Kurbelwelle mit Bohrungen durch die Pleuelzapfen zur Gewichtsreduktion

### Schmiersystem
- Ölinhalt: 2,8 Liter (Viskosität 10W-40, 15W-40, 20W-50; je nach Einsatzgebiet)
- Ölpumpe in der Ölwanne, angetrieben über eine Welle-Zahnradkombination von der Nockenwelle

### Kühlsystem
- Kühlmittelinhalt 4 Liter
- Kühlsystem mit Ausgleichsbehälter

### Zündung
- elektronisch verstellte Transistorzündung, angetrieben durch Nockenwelle
- Zündreihenfolge: 1-3-4-2
- Zündzeitpunkt: 10° vor OT bei 750/min bis 850/min (für Schaltgetriebe)
- Zündkerze: NGK BPR4ES-11, NGK BPR5ES-11, NGK BPR6ES-11 (je nach Einsatzgebiet)

### Wissenswertes
Der MA10ET wurde in zwei Versionen hergestellt. Es gab die Version A-1 und A-2, wobei letztere in den Figaro FK10 eingebaut wurde. Der MA10ET A-1 fand sich erstmals im Nissan March Turbo um 1985.

## Nissan MA09ERT
Der Nissan MA09ERT ist eine erweiterte Version des MA10ET. Er wurde um 1988 im Nissan Micra SuperTurbo vorgestellt. Der Motor wurde im Hubraum etwas reduziert, aber mit einem Rootskompressor erweitert. Das ließ die Leistung des 75PS starken MA10ET auf 110PS (im MA09ERT) anwachsen.

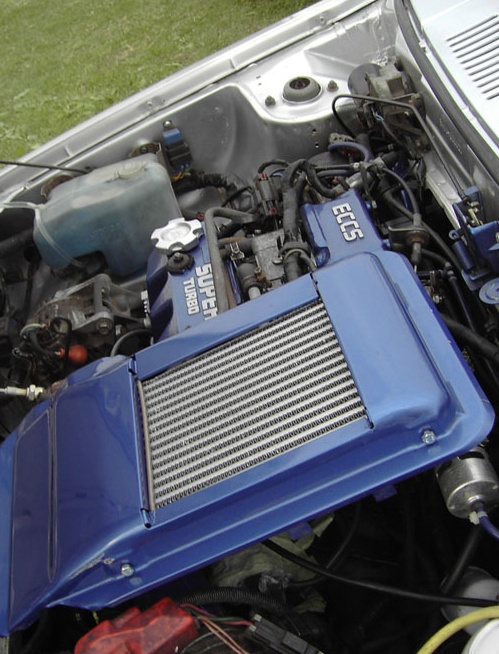
SuperTurbo EK10GFR/GAR mit MA09ERT-Motor

### Gemischaufbereitung
- Nissan ECCS-Multipointeinspritzung

### Aufladung
- Rootskompressor, über Riemen angetrieben
- Turbolader

### Leistungsdaten
- Leistung ohne KAT: 81KW/110PS bei 6.400 min−1
- Drehmoment ohne KAT: 130 Nm bei 4.800 min−1

### Motordaten
- Bohrung: 68 mm
- Hub: 66 mm
- Bohrung-zu-Hub-Verhältnis: 0,971
- Verdichtung 7,7:1
- 2 Ventile pro Zylinder (im Winkel zueinander angebracht, nicht senkrecht)
- Einlassventil: 35 mm Durchmesser
- Auslassventil: 30 mm Durchmesser
- zentrale Nockenwelle über Zahnriemen angetrieben (sehr ähnlich Opel CIH)
- emisphärischer Brennraum
- hemisphärischer Kolbenboden
- Querstromzylinderkopf
- mittig angeordnete Zündkerze

### Materialien
- Vollaluminium-Motorblock
- Vollaluminium-Zylinderkopf
- trockene Zylinderbuchsen aus Stahl

### Kurbelwelle
- 5-fach gelagerte Kurbelwelle
- Hauptlagerdurchmesser 45 mm
- Hauptlagerbreite 17,1 mm
- Pleuellagerdruchmesser 40 mm
- Pleuellagerbreite 15,1 mm
- Kurbelwelle mit Bohrungen durch die Pleuelzapfen zur Gewichtsreduktion

### Schmiersystem
- Ölinhalt: 2,8 Liter (Viskosität 10W-40, 15W-40, 20W-50; je nach Einsatzgebiet)
- Ölpumpe in der Ölwanne, angetrieben über eine Welle-Zahnradkombination von der Nockenwelle

### Kühlsystem
- Kühlmittelinhalt 4 Liter
- Kühlsystem mit Ausgleichsbehälter (Überdruckkühlsystem)

### Zündung bei alles Versionen
- elektronisch verstellte Transistorzündung, angetrieben durch Nockenwelle
- Zündreihenfolge: 1-3-4-2
- Zündzeitpunkt: 15° vor OT bei 750/min (Automatik) bis 850/min (Schaltgetriebe)

### Motorsteuerung
- Nissan ECCS